# Yann Crepin
Pour les articles homonymes, voir Crepin.
Yann Crepin, né le 2 novembre 1971 à Rennes, est un musicien, compositeur et interprète français.

## Biographie
Il grandit dans le département d’Ille-et-Vilaine, entre Rennes et le Finistère sud (notamment la commune de Beg Meil).
Sa scolarité se déroule à Rennes ; il suit des classes à horaires aménagés en musique (CHAM). Il est médaillé de sa classe de flûte traversière au conservatoire de Rennes. Il poursuit son apprentissage auprès d’un professeur du conservatoire de Paris, Ida Ribeira, qui lui fait rencontrer le flûtiste Jean-Pierre Rampal. Finalement, il choisit le piano.

## Sur scène
Yann Crepin se produit en 2019, sur différentes scènes en Bretagne, notamment à l’Archipel de Fouesnant, au Phare, à Bénodet, à l’événement Bol d’air Connecting people, à l’espace G-SPOT à Paris, à la chapelle bleue de Ploermel et au Festival de Cornouaille de Quimper. 
En juin 2022, il joue au Carrousel du Louvre à Paris, devant l'ambassadeur de Chine, puis il se produira à l'Archipel de Fouesnant en Finistère, en janvier 2023.

## Discographie
Son premier album, intitulé La déclaration, sort en 2016 chez Coop Breizh, après qu’il se soit produit avec l’orchestre symphonique de Bretagne, sous la direction de Grant Liewellyn. 
En novembre 2018, il publie son nouvel album Mise à nu, composé de morceaux originaux au piano. Son dernier album, L’Éveil, sort en novembre 2021 et comprend 16 titres. Il est diffusé dans 240 pays et présent sur les plateformes numériques.

## Médias
Yann Crepin a été invité sur Amel TV en juin 2019.
Sa musique devient musique officielle d’Air France, et il compose la musique pour la pièce et le film Viviane, de Mélanie Leray. Il collabore avec la chanteuse Battista Acquaviva (The Voice).
Yann Crepin signe la musique du court métrage d' Antoine Campo, à sa demande, Mémoria. En fin d’année 2020, ils tournent un clip ensemble.
Il est l’invité de la chaîne IDF1 sur le plateau de l’émission de l’animateur Jacky. En janvier 2021, il fait la Une du magazine Fashion Mag International Qcegmag. Sa musique, L’envol, extraite de son album Mise à nu, est utilisée dans le reportage de Mathieu Rivrin intitulé La Bretagne vue du ciel.
Durant l'année 2021, on entend sa musique dans l'émission Hymne à la beauté, sagesse boudhiste  diffusée sur France 2 et produite par Hermès Garanger.

## Prix obtenus
Flûtiste médaillé du Conservatoire de Rennes.